# آلجو منچون
آلجو منچون (انگلیسی: Alejo Menchon؛ زادهٔ ۱۰ اکتبر ۱۹۸۲) بازیکن فوتبال اهل آرژانتین است.
از باشگاه‌هایی که در آن بازی کرده‌است می‌توان به باشگاه فوتبال آویسپا فوکوئوکا اشاره کرد.